# Central European Olympiad in Informatics
Central European Olympiad in Informatics (CEOI) je každoroční soutěž v programování pro středoškolské studenty ze zemí středoevropského regionu. Každá z účastnických zemí na ni vysílá čtyřčlenný tým a dva vedoucí, výjimky požívá organizující země (jednotlivé státy se v organizování nepravidelně střídají), která může mít týmy dva až tři. To, kdo pojede, si státy určují zpravidla podle národních programátorských soutěží.
Vlastní soutěž probíhá ve dvou dnech, ačkoliv soutěžící v hostitelském státu pobývají téměř týden – zbytek času věnují vzájemnému sbližování a poznávání cizích kultur. Každý soutěžní den se na pět hodin sejdou u počítačů a tam dostávají za úkol vymyslet a implementovat algoritmus v jazycích C/C++/Pascal podle zadání.

## Historie
- CEOI 1994 se konalo v Kluži (Rumunsko) (27. – 31. května 1994). Účastnické země: Chorvatsko, Česko, Maďarsko, Moldavsko, Polsko, Rumunsko, Turecko, Jugoslávie
- CEOI 1995 se konalo v Segedínu (Maďarsko) (29. května – 3. června 1995). Účastnické země: Bělorusko, Chorvatsko, Česko, Estonsko, Maďarsko, Litva, Polsko, Rumunsko, Slovensko, Ukrajina, Jugoslávie
- CEOI 1996 se konalo v Bratislavě (9. – 13. října 1996). Účastnické země: Chorvatsko, Česko, Maďarsko, Polsko, Rumunsko, Slovensko, Slovinsko
- CEOI 1997 se konalo v Nowy Sącz (Polsko, v roce 2005 se tam konalo také IOI) (17. – 24. července 1997). Účastnické země: Bělorusko, Chorvatsko, Estonsko, Německo, Maďarsko, Litva, Lotyšsko, Nizozemsko, Polsko, Rumunsko, Slovensko, Ukrajina, USA, Jugoslávie
- CEOI 1998 se konalo v Zadaru (Chorvatsko) (20. – 27. května 1998). Účastnické země: Bosna a Hercegovina, Chorvatsko, Česko, Německo, Maďarsko, Polsko, Rumunsko, Slovensko, Slovinsko
- CEOI 1999 se konalo v Brně (2. – 9. září 1999). Účastnické země: Bosna a Hercegovina, Chorvatsko, Česko, Německo, Maďarsko, Polsko, Rumunsko, Slovensko, Slovinsko, USA
- CEOI 2000 se konalo v Kluži, Rumunsko (24 – 31 August 2000). Účastnické země: Chorvatsko, Česko, Německo, Maďarsko, Moldavsko, Nizozemsko, Polsko, Rumunsko, Slovensko, Slovinsko, USA
- CEOI 2001 se konalo v Zalaegerszegu (Maďarsko) (10. – 17. srpna 2001). Účastnické země: Rakousko, Chorvatsko, Česko, Německo, Maďarsko, Polsko, Rumunsko, Slovensko, Slovinsko, Estonsko, Finsko, Itálie, Nizozemsko
- CEOI 2002 se konalo v Košicích (30. června – 6. července 2002). Účastnické země: Rakousko, Chorvatsko, Česko, Německo, Maďarsko, Polsko, Rumunsko, Slovensko, Slovinsko, Nizozemsko, Írán
- CEOI 2003 se konalo v Münsteru (Německo) (5. – 12. července 2003). Účastnické země: Chorvatsko, Polsko, Česko, Slovinsko, Nizozemsko, USA, Maďarsko, Slovensko, Rumunsko, Írán, Německo, Westphalia
- CEOI 2004 se konalo v Řešově (Polsko) (13. července – 17. července 2004). Účastnické země: Bosna a Hercegovina, Chorvatsko, Česko, Německo, Maďarsko, Polsko, Rumunsko, Slovensko
- CEOI 2005 se konalo v Sárospataku (Maďarsko) (28. července – 5. srpna 2005). Účastnické země: Chorvatsko, Česko, Estonsko, Francie, Německo, Maďarsko, Polsko, Rumunsko, Slovensko, Španělsko, Nizozemsko.
- CEOI 2006 se konalo ve Vrsaru (Chorvatsko) (1. – 8. července 2006). Účastnické země: Chorvatsko, Česko, Německo, Maďarsko, Polsko, Rumunsko, Slovensko.
- CEOI 2007 se konalo v Brně (1. – 7. červenec 2007). Účastnické země: Chorvatsko, Česko, Německo, Maďarsko, Polsko, Rumunsko, Slovensko.
- CEOI 2008 se konalo v Drážďanech (6. – 12. července 2008). Účastnické země: Chorvatsko, Česko, Izrael, Německo, Maďarsko, Polsko, Rumunsko, Slovensko.
- CEOI 2009 se konalo v Târgu Mureş, Rumunsko (8. – 14. července 2009). Účastnické země: Chorvatsko, Česko, Německo, Maďarsko, Polsko, Rumunsko, Slovensko, Švýcarsko, USA, Srbsko, Moldavsko.
- CEOI 2010 se konalo v Košicích, Slovensko (12. – 19. července 2010). Účastnické země: Bulharsko, Chorvatsko, Česko, Německo, Maďarsko, Polsko, Rumunsko, Slovensko, Švýcarsko.
- CEOI 2011 se konalo v Gdynia, Polsko (7-12. července 2011). Účastnické země: Bulharsko, Chorvatsko, Česko, Německo, Maďarsko, Polsko, Rumunsko, Slovensko, Slovinsko, Švýcarsko.
- CEOI 2012 se konalo v Tata, Maďarsko (7. – 13. července 2012). Účastnické země: Bulharsko, Chorvatsko, Česko, Německo, Maďarsko, Polsko, Rumunsko, Israel, Švýcarsko, Nizozemsko, Slovensko, Slovinsko.
- CEOI 2013 se konalo ve městě Primošten, Chorvatsko (13. – 19. října 2013).
- CEOI 2014 se konalo v Jeně, Německo (18. – 24. června 2014).
- CEOI 2015 se konalo v Brně, Česko (29. června – 4. července 2015). Účastnické země: Chorvatsko, Česko, Gruzie, Maďarsko, Německo, Polsko, Rumunsko, Slovensko, Slovinsko, Švýcarsko.